# Jim Hogg megye
Jim Hogg megye az Amerikai Egyesült Államokban, azon belül Texas államban található. Megyeszékhelye és legnagyobb városa Hebbronville. Lakosainak száma 4838 fő (2020. április 1.). Jim Hogg megye Brooks, Starr, Duval, Zapata és Webb megyékkel határos.

## Népesség
A megye népességének változása:
| Lakosok száma | 5296 | 5291 | 5261 | 5245 | 5200 | 5202 | 4838 |
|               | 2010 | 2011 | 2012 | 2013 | 2015 | 2017 | 2020 |